# Maják Loode
Maják Loode (estonsky Loode tuletorn) stojí na jihozápadním pobřeží poloostrova Sõrve v jihozápadní části ostrova Saaremaa ve vesnici Türju v obci Torgu v kraji Saaremaa v Baltském moři v Estonsku. Je ve správě Estonského úřadu námořní dopravy (Veeteede Amet, EVA), kde je veden pod registračním číslem 934.
Navádí lodi v severní části Rižského zálivu.

## Historie
Maják byl postaven v roce 1953 podle stejné typové řady jako maják Kaavi a Sääretuka. Svítilna měla acetylénovou lampu a vydávala červené světlo s dosvitem 6 námořních mil (nm) (charakteristika Fl R 2s, 0,3s záblesk + 1,7s pauza = 2 s). V roce 1979 byl dosvit snížen na 4 nm. Po elektrifikaci majáku byl použit jako napájecí zdroj radioizotopový termoelektrický generátor. Ten byl v roce 1996 odstraněn, maják byl rekonstruován, plně automatizován a jako elektrické napájení slouží sluneční panely a větrná turbína.

## Popis
Hranolová železobetonová věž vysoká 15 metrů je ukončena přesahujícím ochozem a lampou na sloupku vysokém 1,6 m. Nad vchodem je obvodová římsa. Maják má dolní část bílou, horní část s ochozem červenou. V roce 2008 byly instalovány LED lampy.

### Data
Zdroj
- Výška světla 19,2 m n. m.
- Dva záblesky bílého světla v intervalu 10 sekund

| Barva                           | bílá    | Zdroj |
| Charakteristika 0,5+1+0,5+8=10s |         | [ 3 ] |
| Azimut                          | 0°–360° | [ 3 ] |
| Výseč                           | 360°    | [ 3 ] |
| Dosvit (nm)                     | 6       | [ 3 ] |

### Označení
- Admiralty: C3704.2
- ARLHS: EST-032
- NGA: 12674
- EVA 934